# Bridget Pickering
Bridget Pickering, née en 1966, est une réalisatrice et une productrice de cinéma namibienne.

## Biographie
Elle est née en 1966 au Swaziland, d'une mère sud-africaine, et d'un père, Arthur Pickering, militant syndicaliste. Sa famille s'installe au Cap, en Afrique du Sud, de 1971 à 1976, puis déménage en Namibie, où elle reste jusqu'en 1980. En 1980, elle est contrainte à l'exil, en Grande-Bretagne. Elle indique à propos de son identité : « je me sens très fortement liée à la Namibie, au pays et aussi au peuple, mais j'ai toujours inclus une partie de chaque endroit où je vivais. À propos de mon arrière-grand-père, arrivé par bateau au Cap au début du 19e siècle, j'ai aussi un lien avec les Caraïbes. Il est originaire de l'île de Saint-Vincent et s'est finalement installé à Lüderitz »,,.
Elle étudie à l'université de Syracuse aux États-Unis, puis travaille pour Universal Pictures comme assistante de production et de casting. En 1992, peu après l'acquisition de l'indépendance, elle retourne en Namibie,.
Sur place, elle fonde une compagnie de production, On Land Productions, avec le producteur germano-namibien Richard Pakleppa. Dans les premières années de l'indépendance, On Land Productions joue un rôle important dans la production de films politiques et sociaux sur les questions de droits humains et sur les sujets intéressant le nouvel État. Il y a eu aussi des coopérations et des films en dehors des frontières de la Namibie. Par exemple, le film "Flame",créé sous la direction d'Ingrid Sinclair, primé dans plusieurs festivals et sélectionné pour le festival de Cannes 1996.
Un aspect important du travail de On Land Productions est de permettre à des équipes namibiennes de se former aux techniques cinématographiques. Dans les années 1990 et 2000, elle produit et/ou réalise une série une vingtaine de courts métrages, longs documentaires, longs métrages et séries télévisées. Les Histoires de tendresse et de pouvoir, sorties en 1995 et 1996, sont ainsi une série documentaire en treize épisodes qui raconte l'histoire de femmes africaines. L'Histoire d'Emma, sorti en 1997, est un documentaire sur la première femme en Namibie à rendre publique son infection au VIH.
En 2001, elle réalise Uno's World, intégré dans un ensemble de six films de 26 minutes, de six réalisatrices différentes (dont la tunisienne Raja Amari, la burkanabée Fanta Régina Nacro, la nigériane Ngozi Onwurah, la sud-africaine Zulfa Otto Sallies et la zimbabwaise Ingrid Sinclair), Mama Africa, présenté et primé dans plusieurs festivals. Depuis 2001, Bridget Pickering travaille chez ICE Media, comme réalisatrice et productrice, ce qui la conduit à déménager à Johannesbourg. Elle est également, dans le début des années 2000, co-productrice sur le film Hotel Rwanda,.